# Kuusirivier
De Kuusirivier (Zweeds – Fins: Kuusijoki) is een rivier annex beek, die stroomt in de Zweedse  gemeente Pajala. De rivier ontstaat op de noordelijke helling van de heuvel Kuusivaara en stroomt naar het oosten. Het is een van de zijrivieren van de Parkkirivier.
Afwatering: Kuusirivier → Parkkirivier →  Muonio →  Torne → Botnische Golf
Niet te verwarren met de Kuusibeek.